# بيرسي رودريغيز (كاتب)
بيرسي رودريغيز (بالإسبانية: Percy Rodríguez Argüello)‏ هو كاتب كوستاريكي، ولد في 1 نوفمبر 1972.